# Richard Brooks
Ruben Sax (Filadelfia, 18 de mayo de 1912-Beverly Hills, California, 11 de marzo de 1992), más conocido por el sobrenombre de Richard Brooks, fue un director, guionista, productor y escritor estadounidense.

## Biografía

### Primeros años
Tras graduarse en la Temple University, Brooks trabajó como periodista radiofónico. En los años 40 dio inicio a su carrera en Hollywood escribiendo los guiones de películas como White Savage (Arthur Lubin, 1943); La reina de Cobra (Robert Siodmak, 1944); Brute Force (Jules Dassin, 1947); o Cayo Largo (John Huston, 1948).
En 1950 y gracias al impulso dado por el actor Cary Grant, dispuesto a pesar de su prestigio a colaborar con un director novel, Richard Brooks debutó en la dirección con la película Crisis, drama producido por Arthur Freed que Grant protagonizó junto a José Ferrer. En este film Brooks también colaboró con Cedric Gibbons, afamado director artístico con el que coincidiría en varias ocasiones durante los siguientes años.
A lo largo de esa década Brooks, quien en la Segunda Guerra Mundial había combatido en los marines, fue asentando su categoría como director de actores, especialmente gracias al éxito de Semilla de maldad (1955), un tenso drama protagonizado por Glenn Ford y Sidney Poitier, intérprete que alcanzaría la fama gracias a esta película. Con anterioridad Richard Brooks, candidato al Óscar al mejor guion por esta película, había dirigido títulos como El milagro del cuadro (1952), con Stewart Granger, Deadline - U.S.A. (El cuarto poder, 1952), película con ambiente periodístico con el protagonismo de Humphrey Bogart, o La última vez que vi París (1954), melodrama basado en una historia de Francis Scott Fitzgerald, que fue protagonizado por Elizabeth Taylor y Van Johnson.
Otras películas destacables de esa época son el western La última caza (1956), con Robert Taylor, Stewart Granger y Debra Paget; el drama The Catered Affair (1956), con Bette Davis y Ernest Borgnine; o Sangre sobre la tierra (1957), protagonizada por Rock Hudson y Dana Wynter.

### Adaptaciones cinematográficas
Brooks siempre tendió a rodar adaptaciones de gran peso literario, generalmente realizando versiones cinematográficas satisfactorias. Así, en 1958 llevó a la pantalla Los hermanos Karamazov de Fiódor Dostoyevski, con Yul Brynner como principal protagonista; en 1960 adaptó la novela Elmer Gantry de Sinclair Lewis en la película El fuego y la palabra, interpretada por Burt Lancaster, Shirley Jones y Jean Simmons; dirigió Lord Jim (1965) sobre la novela homónima de Joseph Conrad, con Peter O'Toole; y puso en imágenes A sangre fría (1967), excelente docudrama basado en la novela homónima de Truman Capote.
Uno de sus autores favoritos fue el dramaturgo Tennessee Williams, de quien adaptó La gata sobre el tejado de zinc (1958), con Elizabeth Taylor, Paul Newman y Burl Ives, y Dulce pájaro de juventud (1962), film en el cual volvió a colaborar con Newman.
Brooks también llevó a la pantalla novelas de autores menos conocidos para el gran público, como Frank O'Rourke, en el western Los profesionales (1966), uno de los mejores títulos del género rodados en los años 60. Su última película en esta década fue Con los ojos cerrados (1969), un drama escrito por el propio director que estaba protagonizado por Jean Simmons, exesposa de Stewart Granger y que se había convertido en mujer de Richard Brooks en el año 1960. En 1977 la pareja terminaría divorciándose.

### Últimos años
A partir de 1970 su producción menguó en cantidad, rodando el interesante western Muerde la bala (1975), película protagonizada por Gene Hackman, Candice Bergen y James Coburn. Otros títulos de su última etapa fueron Dólares (1971), comedia con Warren Beatty y Goldie Hawn; Buscando al señor Goodbar (1977), drama naturalista protagonizado por Diane Keaton, donde aparece un joven Richard Gere; Objetivo mortal (1981), sátira protagonizada por Sean Connery, y su última película, Fever Pitch (1985), un melodrama con Ryan O'Neal como principal estrella.
El 11 de marzo de 1992, Richard Brooks murió por problemas de corazón en Beverly Hills, California.

## Filmografía
| Año  | Película                   |
| ---- | -------------------------- |
| 1950 | Crisis                     |
| 1951 | The Light Touch            |
| 1952 | Deadline - U.S.A.          |
| 1953 | Campo de batalla           |
| 1953 | Take the High Ground!      |
| 1954 | La última vez que vi París |
| 1954 | Flame and the Flesh        |
| 1955 | Semilla de maldad          |
| 1956 | La última caza             |
| 1956 | The Catered Affair         |
| 1957 | Something of Value         |
| 1958 | Los hermanos Karamazov     |
| 1958 | Cat on a Hot Tin Roof      |
| 1960 | Elmer Gantry               |
| 1962 | Dulce pájaro de juventud   |
| 1965 | Lord Jim                   |
| 1966 | Los profesionales          |
| 1967 | A sangre fría              |
| 1969 | The Happy Ending           |
| 1971 | Dólares                    |
| 1975 | Muerde la bala             |
| 1977 | Looking for Mr. Goodbar    |
| 1982 | Wrong Is Right             |
| 1985 | Fever Pitch                |

## Premios y distinciones
Premios Óscar
| Año  | Categoría            | Película                        | Resultado |
| ---- | -------------------- | ------------------------------- | --------- |
| 1956 | Mejor guion          | Semilla de maldad               | Nominado  |
| 1959 | Mejor dirección      | La gata sobre el tejado de zinc | Nominado  |
| 1959 | Mejor guion adaptado | La gata sobre el tejado de zinc | Nominado  |
| 1961 | Mejor guion adaptado | El fuego y la palabra           | Ganador   |
| 1967 | Mejor dirección      | Los profesionales               | Nominado  |
| 1967 | Mejor guion adaptado | Los profesionales               | Nominado  |
| 1968 | Mejor director       | A sangre fría                   | Nominado  |
| 1968 | Mejor guion adaptado | A sangre fría                   | Nominado  |

Festival Internacional de Cine de Venecia
| Año  | Categoría        | Película               | Resultado |
| ---- | ---------------- | ---------------------- | --------- |
| 1957 | Premio San Jorge | Sangre sobre la tierra | Ganador   |